# Mont-Cenis-Basistunnel

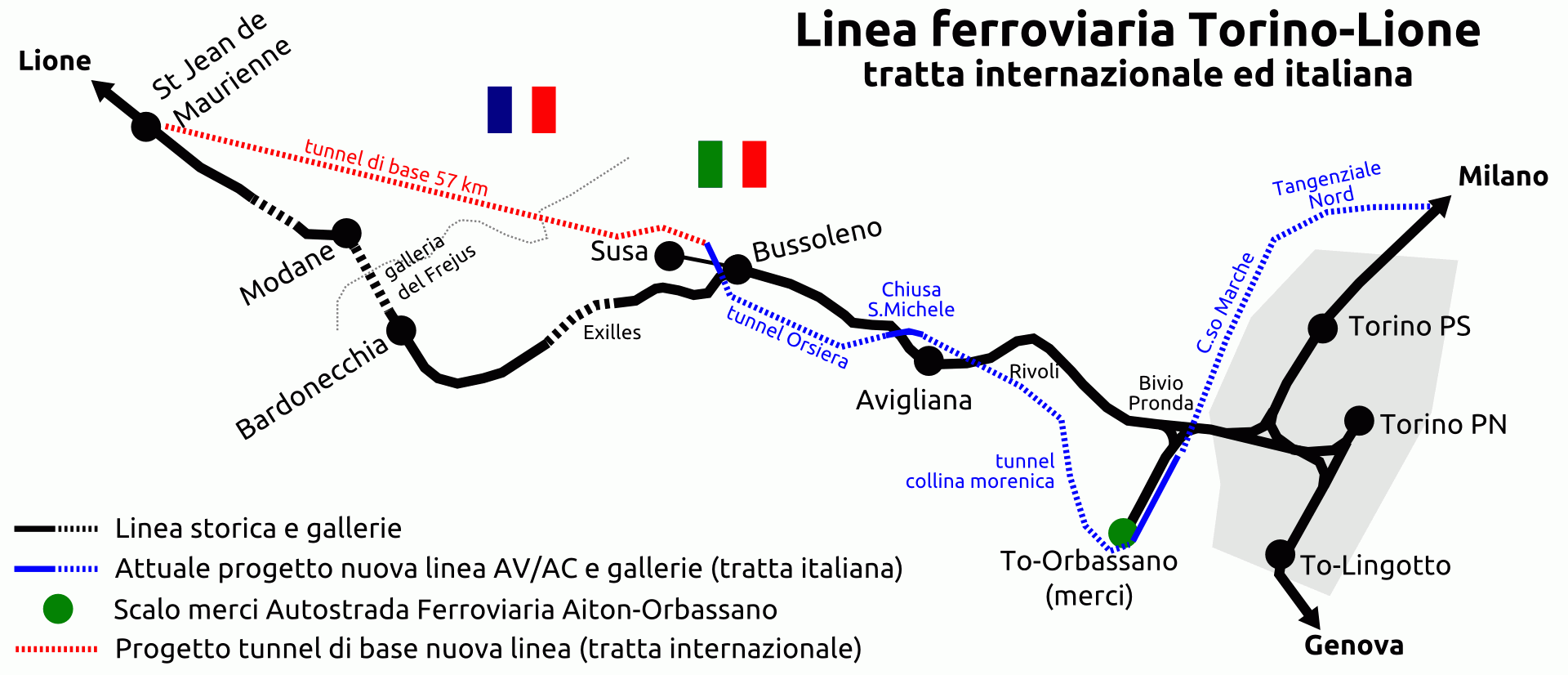
Lage des Basistunnels und der weiteren Strecke nach Mailand (schematisch)

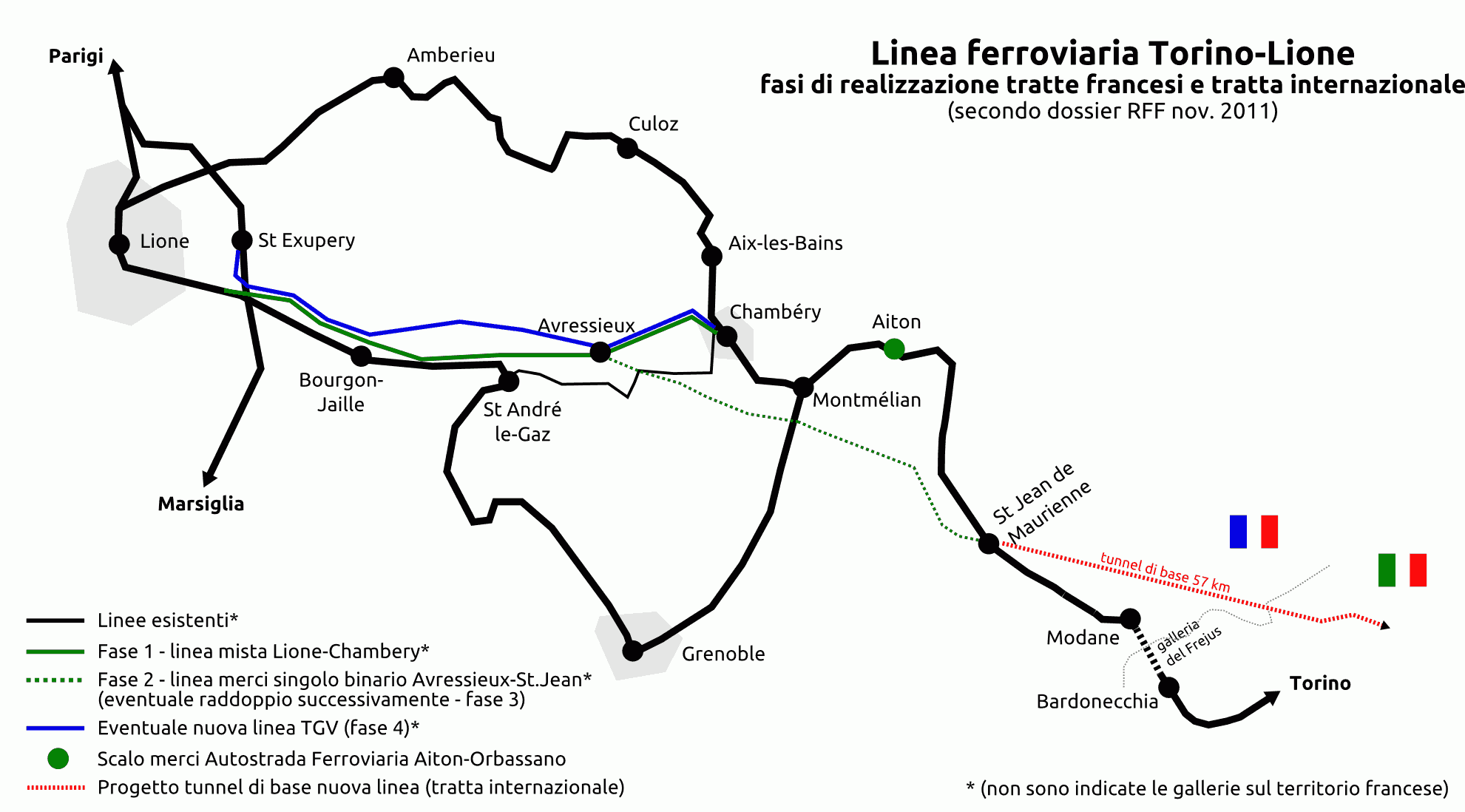
Weiterer Verlauf auf französischer Seite (schematisch)

Der Mont-Cenis-Basistunnel ist ein im Bau befindlicher Eisenbahn-Basistunnel und das Herzstück der neuen Hochgeschwindigkeits-Eisenbahnverbindung Lyon–Turin. Bis 2033 sollen die Strecke und der Tunnel für den Personen- und Güterverkehr bereitstehen.

## Projekt
Als Teil der von der EU-Kommission geförderten neun Hauptverkehrsbahnkorridore ist die Hochgeschwindigkeitstrasse Lyon–Turin ein wichtiges Element in der europäischen Schieneninfrastrukturplanung. Die geplante Neubaustrecke ist 140 Kilometer lang und besteht aus drei Abschnitten: dem französischen Teil zwischen Lyon und Saint-Jean-de-Maurienne, dem italienischen Teilstück zwischen Turin und Bruzolo sowie dem internationalen Mittelteil mit dem Mont-Cenis-Basistunnel. Mit 57,5 Kilometern soll der mit zwei eingleisigen Röhren ausgestattete Tunnel nach der Fertigstellung im Jahr 2033 zu den längsten Eisenbahntunneln der Erde zählen. Ein kurzes Stück weiter gehört außerdem ein 12 Kilometer langer Tunnel zwischen Venaus und Bussoleno zur Neubaustrecke.

### Vorstudien, Proteste und Kosten
Bereits im Jahr 1994 begannen erste Vorstudien. Anfang 2005 wurde der Bau eines Erkundungsstollens auf der italienischen Seite beschlossen, Ende Juni 2011 begannen dort die ersten Bauarbeiten an der Bahnstrecke.
Gegen den Bau gab es im piemontischen Susatal anhaltende Bürgerproteste; 2005 und 2011 kam es zu gewalttätigen Auseinandersetzungen zwischen Demonstranten und der Polizei.
Die Kosten für den Bau des grenzüberschreitenden Abschnitts (mit dem Basistunnel) sind mit etwa 8,5 Milliarden Euro projektiert. Sie sollen von den beiden betroffenen Ländern und der EU aufgebracht werden. Die Gesamtinvestitionen für die neue Strecke werden mit geschätzt 26 Milliarden Euro geplant, die bis zu 40 Prozent aus EU-Mitteln finanziert werden (Stand 2019 oder früher). Die EU-Finanzierung erfolgt über das Connecting Europe Facility (CEF) Programme und wird von der European Climate, Infrastructure and Environment Executive Agency (CINEA) (vor April 2021 der Exekutivagentur für Innovation und Netze – INEA) begleitet. Mit der Durchführung des Baus wurde die TELT (Tunnel Euralpin Lyon Turin) beauftragt, an der Frankreich und die Staatsbahn FS zu je 50 % beteiligt sind.
Die Planung wurde 2017 abgeschlossen.

### Altstrecke überlastet
Die bestehende Strecke Lyon–Turin, bestehend aus den Teilstrecken Culoz–Modane und Modane–Turin, ist bereits über 145 Jahre alt und stößt seit langem an ihre Kapazitätsgrenzen. Der Mont-Cenis-Tunnel wurde 1871 mit einer Länge von 12,2 Kilometer eröffnet und ist damit der älteste große Alpentunnel. Bis zur Eröffnung des Gotthardtunnels 1882 war er der längste Tunnel der Welt.
Personenzüge sollen in Zukunft den geplanten Mont-Cenis-Basistunnel mit einer Höchstgeschwindigkeit von 220 bis 240 km/h befahren, was die Transitzeit von bisher 3,5 Stunden auf 1,47 Stunden reduzieren würde. Güterzüge sollen mit 100 bis 120 km/h verkehren.

### Bau
Der Bau der Erkundungs- und Zugangstunnel begann 2002. Die Bauarbeiten an den Hauptröhren begannen 2016 auf französischer Seite am Zugang Saint-Martin-la-Porte, bis 2019 wurde die Südröhre auf einer Länge von 9 Kilometern mittels Tunnelbohrmaschine erstellt.
Im Juli 2021 wurden durch die TELT Aufträge für drei Baulose vergeben, die 80 % des Bauumfangs umfassen. Zu diesem Zeitpunkt waren bereits insgesamt 30 km Tunnel gegraben worden. Dies entspricht mehr als 18 % der insgesamt 162 km (mit zwei parallelen Haupttunneln, vier Zugangsstollen und 204 Querschlägen), die für dieses Projekt geplant sind.
Im Dezember 2022 begannen die Vortriebsarbeiten am französischen Tunnelportal. Der Auftrag für das letzte Baulos, das auf italienischer Seite am Portal bei Susa (Turin) münden wird, wurde im August 2023 für etwa 1 Milliarde Euro vergeben. Im Dezember 2024 war fast ein Viertel der zu erstellenden 164 Kilometer Tunnel ausgebrochen, darunter etwa 11,5 von 115 Kilometer Hauptröhren.